# Rubus steelei
Rubus steelei är en rosväxtart som beskrevs av Liberty Hyde Bailey. Rubus steelei ingår i släktet rubusar, och familjen rosväxter. Inga underarter finns listade i Catalogue of Life.